# Benedikt Hertel
Benedikt Hertel (26 de diciembre de 1996) es un deportista alemán que compite en bobsleigh. Ganó dos medallas de bronce en el Campeonato Mundial de Bobsleigh, en los años 2024 y 2025.

## Palmarés internacional
| Campeonato Mundial | Campeonato Mundial           | Campeonato Mundial | Campeonato Mundial |
| Año                | Lugar                        | Medalla            | Prueba             |
| ------------------ | ---------------------------- | ------------------ | ------------------ |
| 2024               | Winterberg (Alemania)        | Medalla de bronce  | Cuádruple          |
| 2025               | Lake Placid (Estados Unidos) | Medalla de bronce  | Doble              |